# Deurali (Bhojpur)
Deurali (nep. देउराली) – gaun wikas samiti we wschodniej części Nepalu w strefie Kośi w dystrykcie Bhojpur. Według nepalskiego spisu powszechnego z 2001 roku liczył on 1105 gospodarstw domowych i 5537 mieszkańców (2877 kobiet i 2660 mężczyzn).